# 가토 야스쓰네

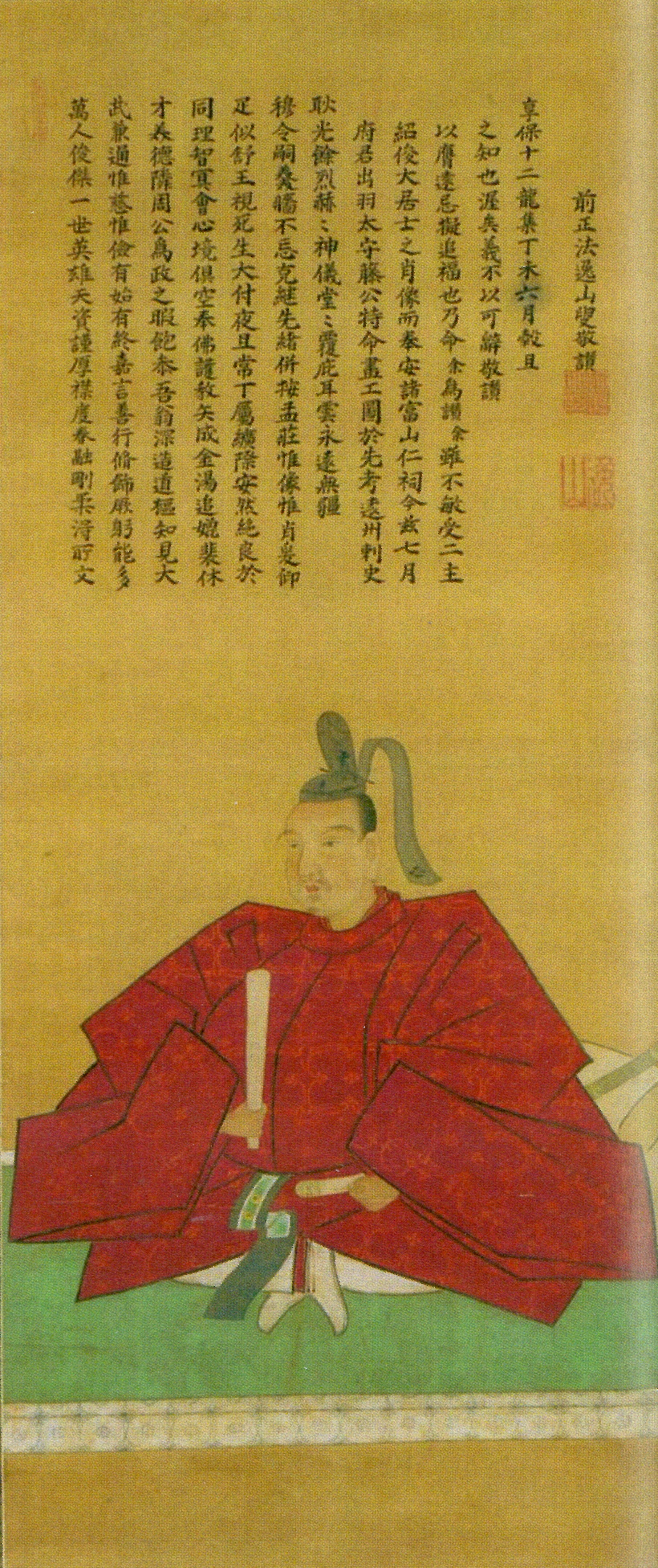
가토 야스쓰네

가토 야스쓰네(加藤泰恒)는 이요 오즈 번(伊予大洲藩) 제3대 번주이다. 오즈 번 제2대 번주 가토 야스오키(加藤泰興)의 손자이자 오즈 번 세자 가토 야스요시(加藤泰義)의 차남이다. 아버지 야스요시는 조부 야스오키보다 먼저 세상을 뜨고 형 야스카도(泰觚)는 이요 니야번(新谷藩) 초대 번주 가토 나오야스(加藤直泰)의 양자가 되었기에 조부 야스오키 사후 야스쓰네가 후사를 잇게 되었다.